# Czakó Ferenc (festőrestaurátor)
Czakó Ferenc (Zalaegerszeg, 1954. július 7. –) festmény- és fabútor-restaurátor, a pécsi Janus Pannonius Múzeum és a mohácsi Kanizsai Dorottya Múzeum főrestaurátora. Nevéhez fűződik: harmadmagával a Csontváry festmények ('90-es évek eleje), a pécsi városházán látható Mária Terézia teljes alakos portréjának (2012) restaurálása, valamint Baranya megye 1738-as, nemesi zászlójának (1998-1999-ben) újrarestaurálása.

## Életpályája
1977-ben végzett a PTF (Pécsi Tanárképző Főiskola, ma PTE) rajz-biológia szakán, de már 1976-tól a Janus Pannonius Múzeum képzőművészeti gyűjteményének restaurátoraként dolgozott Tarai Teréz mellett. 1984-ben szerzett restaurátori oklevelet a Képzőművészeti Főiskolán.

### Munkássága

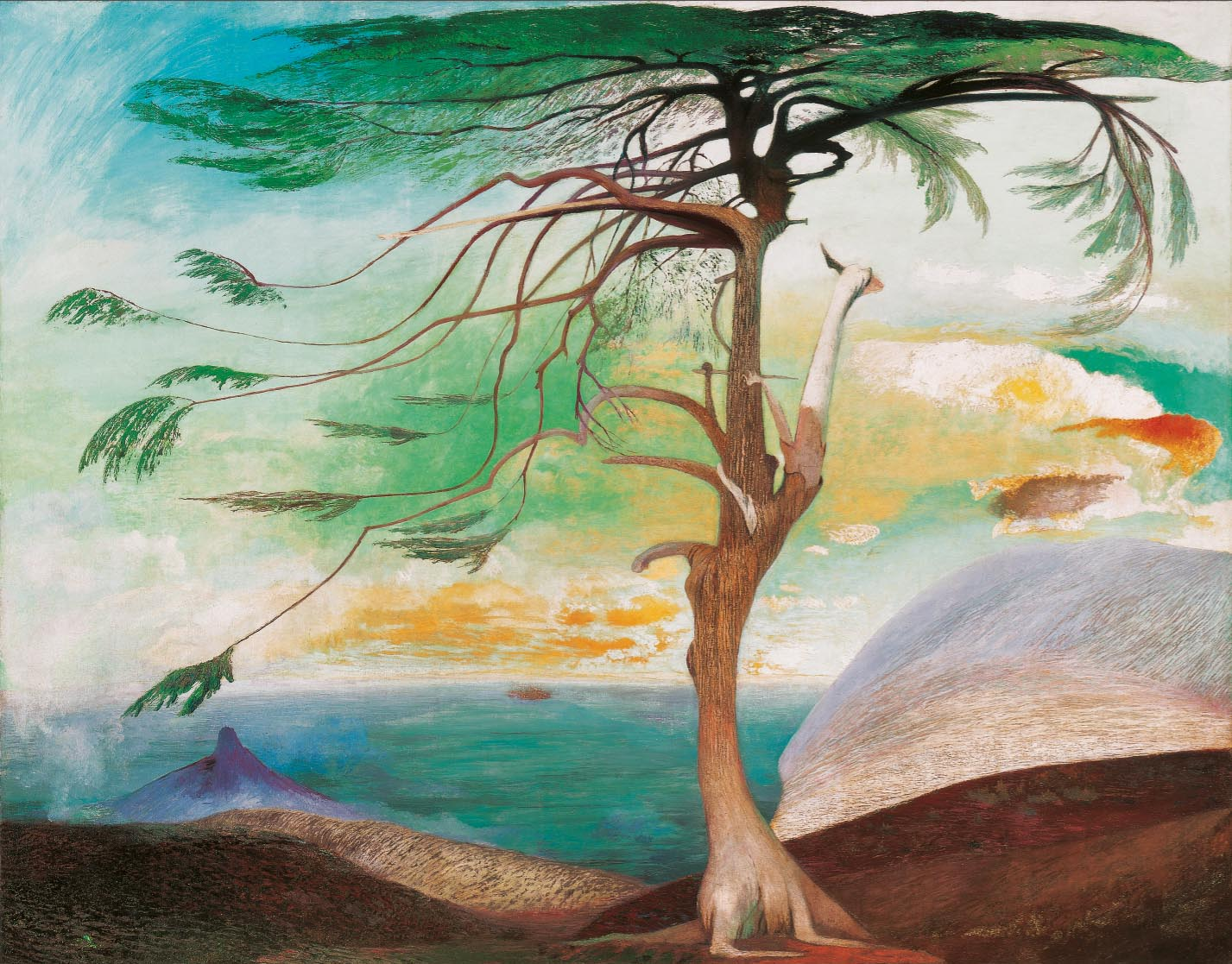
Magányos cédrus, Czakó Ferenc és Tarai Teréz restaurálta, 1990-92-ben

A Csontváry életmű restaurálása (1990-94) 
1994-ben Pécs és Budapest után Stockholmban, Rotterdamban és Münchenben került bemutatásra a közel teljesnek mondható Csontváry életmű. Ennek eredményeképpen megtörtént a képek restaurálása, az életművet sikerült az enyészettől megmenteni, és egy gyűjteményes Csontváry-kiállítássorozatot megrendezni itthon és külföldön, a Csontváry iránti érdeklődést felkelteni, a Csontváry-kéziratokat megjelentetni. 1990 szeptemberét követően történt meg a három restaurátor kijelölése. Így sor kerülhetett a végveszélybe került képek konzerválására, restaurálására holland és magyar szakmai felügyelet mellett, részben a hollandok anyagi támogatásával. A három restaurátor: Czakó Ferenc, Petheő Károly és Tarai Teréz, csak az eredeti, a hiteles állapot visszaállítására törekedett, megtisztítva a képeket az évszázados szennytől, begyógyítva a korábbi külső, művi beavatkozások sebeit. Az egyes munkafázisok pontosan és visszapergethetően dokumentálva lettek, így egy későbbi beavatkozáskor bármikor feltárhatóvá válnak az eredeti részletek, a most esztétikailag kiegészített festékszigetek.
A kiállítás tudományos értékű, jelentős szakmai felfedezést is eredményezett. Czakó Ferencnek köszönhetően sikerült Stockholmban a közel három és fél évtizede ismert három, eddig önállónak vélt karton, az Allegorikus jelenet, valamint a Róka és hattyú és az Önarckép rigóval, valamint a két évtizede előkerült Háborús jelenet és a korábban Tanulmány néven ismert karton együvé tartozását bizonyítani.
A pécsi Király utca 11. szám alatti épület (1991)
Baranya megye 1738-as, nemesi zászlójának újrarestaurálása (1998-1999)
A nemescsói evangélikus templom orgonaszekrényének - készült Klügel József kőszegi orgonaépítő mester műhelyében 1789-ben, majd 1845-ben a szombathelyi Dorner Gáspár Albert felújította - restaurálása (2002)
A somogyvári római katolikus templomban, az orgonakarzaton a neves soproni mester, König Fülöp impozáns kiállítású, kétmanuálos, pedálos hangszer klasszikus arányokkal megépített, dús faragványokkal díszített orgonaszekrények restaurálása (2002-2003)
A pécsi bányakapitányság épülete (2003)
A kismányoki evangélikus templom Róth József és Marschall József által készített orgona faanyagának szúmentesítése és a szekrényzet eredeti festésének feltárása, helyreállítása (2000-2002)
A pécsi Rákóczi út 54. szám alatti épület (2004)
Apolló mozi (2004–2006)
A Rákóczi út 80. alatti PTE Aula (2006)
A Geográfia szimbóluma című olajfestmény (2011)
A pécsi városházán látható Mária Terézia teljes alakos portréjának restaurálása, tisztítása közben találta meg egy nagyon ügyesen elrejtett helyen, Mária Terézia trónusának könyöklő részén a szignót, 1780 A. M. Buchmayer, így derítve fényt az addig ismeretlen festő kilétére. A dátum pedig azért fontos, mert Mária Terézia ebben az évben adományozta Pécsnek a Szabad királyi város címet. (2012)